# علم الأحياء المحوسب
علم الأحياء الحاسوبي حقل تخصصي متداخل بين تقنيات المعلوماتية وعلوم الحاسب والرياضيات التطبيقية مطبقة على مسائل من وحي البيولوجيا أو مسائل في صميم البيولوجيا. يتألف علم الأحياء الحاسوبي من عدة فروع:
- معلوماتية حيوية تطبق الخوارزميات وتقنيات الإحصاء على مجموعات البيانات البيولوجية التي تتألف من عدد كبير من تسلسلات الدنا أو الرنا أو البروتينات.
- علم الجينوم الحاسوبي Computational genomics.
- نمذجة جزيئية Molecular modeling.
- علم أحياء الأنظمة Systems biology.
- تنبؤ بالبنية البروتينية Protein structure prediction.
- الكيمياء الحيوية والفيزياء الحيوية الحاسوبية.